# Oliarus chirundensis
Oliarus chirundensis är en insektsart som beskrevs av Van Stalle 1987. Oliarus chirundensis ingår i släktet Oliarus och familjen kilstritar. Inga underarter finns listade i Catalogue of Life.